# Snimanje kanalizacije
Video inspekcija kanalizacije, bilo fekalne ili kišne, predstavlja snimanje unutrašnjosti nekog cevovoda specijalnim kamerama.
Postoje dve vrste inspekcije:
- Preventivna inspekcija
- Inspekcija koja ima za cilj da otkrije uzrok problema u pravilnom funkcionisanju

Preventivna inspekcija predstavlja inspekciju najčešće nekog novog cevovoda da bi se pre puštanja u rad ispitalo da li je možda prilikom izgradnje došlo do nekog nenamernog oštećenja ili deformiteta na cevima kao i to da li u cevima nema ostataka materijala ili alata koričćenog prilikom izgradnje. Ova vrsta ispitivanja se zove ispitivanje na strukturalnu stabilnost cevovoda. Još jedna stvar na koju se posebno obraća pažnja prilikom ispitivanja gravitacionih ceovoda je i njegova inklinacija. Ispitivanje inklinacije predstavlja ispitivanja "padova" cevovoda, tj. da li je stvaran pad cevovoda isti kao i zadati.
Za ovu svrhu najčešće se koriste samohodne kamere koje mogu da ispituju cevovode raznih vrsta prečnika sa mogućnošću usmeravanja sočiva kamere na željenu stranu. Prilikom ove vrste snimanja na kraju inspekcije se naručiocu dostavlja izveštaj inspekcije sa svim slikama, kodovima, grafikonima, komentarima i zapažanjima inspekcije kao i video zapis koji je snimila kamera.  
S obzirom na samu srhu kanalizacije (prenos otpadnih i najčešće toksičnih materija) kao i na okruženje u kojem se ona nalazi (zakopana pod zemljom, u betonu, ...) struktura cevovoda lako može biti narušena. Do poremećaja u funkcionisanju kanalizacije često dolazi i usled njene nepravilne i neadekvatne eksploatacije. Stoga je potrebno izvršiti snimanje cevododa da bi se otkrio uzrok problema koji dovodi do neželjenog funkcionisanja cevovoda.

## Spoljašnje veze
- Slike ispitivane kanalizacije.
- Snimanje kanalizacije - kako se radi -cene.